# Krásy Slovenska
Krásy Slovenska – słowackie czasopismo zajmujące się popularyzacją przyrody, historii i tradycji Słowacji.
Periodyk został założony w 1921 r. przez Miloša Janoškę. Jest najdłużej wydawanym słowackim czasopismem w swej kategorii.
Według stanu na 2020 r. funkcję redaktora naczelnego pełni Zuzana Kollárová.